# Everyday (canção de Ariana Grande)
"Everyday" é uma canção da cantora estadunidense Ariana Grande, gravada para seu terceiro álbum de estúdio Dangerous Woman (2016). Conta com a participação do rapper compatriota Future, e foi composta por ambos em conjunto com Savan Kotecha e Ilya Salmanzadeh, sendo produzida por este. Seu lançamento como último single do álbum ocorreu em 10 de janeiro de 2017, através da Republic Records. 
"Everyday" é uma música electropop e trap "tímida", construída em torno de uma batida estridente e uma linha de baixo vibrante . Uma das músicas mais liricamente explícitas de Grande, a letra fala de satisfação sexual. A faixa recebeu críticas mistas de críticos de música que apreciaram sua produção, mas foram neutros em relação ao rap de Future. Comercialmente, "Everyday" entrou no top 100 em vários países.

## Estilo musical e composição
"Everyday" é uma música de electropop e trap. A música é construída em torno de uma batida de dança lenta e "desgastada" e de uma linha de baixo groovy acorrentada lateralmente.  Outros instrumentos incluem teclas, percussão e guitarras A música começa com Grande cantando "Sempre que estou sozinha, não consigo deixar de pensar em você", acompanhada por uma produção pop de R&B contemporâneo que inclui sintetizadores giratórios. O refrão EDM é elevado por Future distorcendo o gancho da música, enquanto Grande se harmoniza ao seu redor.  Em vez de usar seu registro vocal mais alto,Grande canta "suspirando".
As letras da música são explícitas e falam sobre o êxtase no sexo. Grande ilustra um caso de amor cheio de vapor e ensina a flertar.Durante seu verso, Future faz um rap sobre férias luxuosas e empreendimentos noturnos,descrevendo-se como um "bad boy", e uma pessoa ideal para as necessidades de Grande.

## Recepção da Crítica
Joey Nolfi, da Entertainment Weekly, considerou a faixa um "ritmo rítmico" e apreciou os "vocais ardentes" de Grande. Jenna Romaine, da revista Billboard , disse que era uma "música divertida e divertida", enquanto Taylor Weatherby, da mesma publicação, a visualizava entre as fortes colaborações de Grande, observando que tinha "grandeza". Annie Zaleski, do The AV Club chamou a faixa de "uma jóia trap-pop" e um exemplo de Grande soando "muito mais confiante ao lidar com os gêneros difusos da Dangerous Woman".
As críticas negativas se concentraram mais nos versos de Future. Quinn Moreland, da Pitchfork Media, descartou as rimas de Future na música, e também disse que sem o verso do rapper "seria imediatamente óbvio que 'Everyday' é construído no topo de uma pilha de fofinhos". Christopher R. Weingarten, da Rolling Stone , ridicularizou a faixa como "algo em que Future canta um refrão que é uma palavra", e a citou como exemplo de Grande sendo "propenso a um som esquizofrênico e sequências infelizes". Sputnikmusic via "Everyday" como "uma verdadeira farsa", escrevendo que "além de possuir letras horríveis, também é simples a falha". 

## Apresentações ao vivo
Grande tocou "Everyday" pela primeira vez como parte de seu álbum de apresentação para o Vevo em Nova York em 21 de maio de 2016. Foi incluído no setlist da Dangerous Woman Tour de 2017 de Grande
"Everyday" também foi apresentado no festival iHeartRadio de 2016.

## Faixas e formatos
| Download digital e streaming |                         |         |  |
| N.º                          | Título                  | Duração |  |
| 1.                           | "Everyday" (com Future) | 3:14    |  |

## Créditos
Todo o processo de elaboração de "Everyday" atribui os seguintes créditos:

### Gravação e gerenciamento
- Gravado em MXM Studios e Wolf Cousins Studios (Estocolmo, Suécia)
- Mixado no MixStar Studios (Virginia Beach, Virginia)
- Masterizado em Calabasas Sound (New York City, New York)
- Publicado por MXM - administrado por Kobalt - (ASCAP), Wolf Cousins (STIM), Warner/Chappell Music Scand. (STIM) e Grandefinale LLC.
- Future aparece como cortesia da Epic Records.

### Pessoal
| - Ariana Grande – vocais, backing vocals, composição - Future – vocais, backing vocals, composição - Ilya Salmanzadeh – produção, composição, produção vocal, programação, teclados, baixo, percurssão, backing vocals - Savan Kotecha – songwriting, backing vocals - Max Martin – produção vocal - Serban Ghenea – mix - Sam Holland - engenharia de som - Ankit Skrrt – engenharia de mix - Tom Coyne - masterização | - Aya Merrill – masterização - Jeremy Lertola – guiatarras - Wendy Goldstein - A&R - Scooter Braun - A&R |

## Desempenho nas paradas
| Paradas (2016–17)                            | Peak position |
| -------------------------------------------- | ------------- |
| Australia (ARIA)                             | 96            |
| Bélgica (Ultratop 50 Wallonia)               | 38            |
| Canadá (Canadian Hot 100)                    | 54            |
| República Checa (Singles Digitál Top 100)    | 70            |
| Irlanda (IRMA)                               | 88            |
| Nova Zelândia (RMNZ)                         | 3             |
| Portugal (AFP)                               | 74            |
| Escócia (OCC)                                | 72            |
| Eslováquia (Singles Digitál Top 100)         | 65            |
| Estados Unidos - Billboard Hot 100           | 55            |
| Estados Unidos - Billboard Mainstream Top 40 | 18            |
| Estados Unidos - Billboard US Rhythmic       | 13            |
| Reino Unido - UK Singles (OCC)               | 123           |
| Reino Unido - UK R&B (OCC)                   | 36            |

## Certificações
| Região | Certificação | Vendas     |
| --- | ------------ | ---------- |
| Austrália (ARIA) | Ouro         | 35.000vs   |
| Canadá (Music Canada)                                                                                               | Platina      | 80.000vs   |
| Estados Unidos (RIAA)                                                                                               | Platina      | 1.000.000* |
| Reino Unido (BPI)                                                                                                   | Prata        | 200.000*   |
| * Números de vendas com base apenas na certificação vs Vendas + número de streaming baseados apenas na certificação |              |            |

## Histórico de lançamento
| País           | Encontro                | Formato(s)                     | Gravadora | Ref.   |
| -------------- | ----------------------- | ------------------------------ | --------- | ------ |
| Estados Unidos | 10 de janeiro de 2017   | Rítmica contemporânea          | Republic  | [ 44 ] |
| Estados Unidos | 14 de fevereiro de 2017 | Rádio de sucesso contemporâneo | Republic  | [ 45 ] |
| Itália         | 9 de junho de 2017      | Rádio de sucesso contemporâneo | Universal | [ 46 ] |